# Liste d'entraîneurs en sport hippique

## Entraîneurs de galop

### Allemagne
- Peter Schiergen

### Argentine
- Angel Penna

### Émirats arabes unis
- Saeed bin Suroor

### France
- Pascal Bary
- François Boutin
- André Fabre
- Jean-Paul Gallorini
- Francis-Henri Graffard
- Alec Head
- Christiane Head
- Christopher Head
- Freddy Head
- François Mathet
- Étienne Pollet
- Jean-Claude Rouget
- Alain de Royer-Dupré
- Charles Semblat
- Maurice Zilber
- Marküs Munch

### États-Unis
- Christophe Clément

### Irlande
- Jim Bolger
- Aidan O'Brien
- Joseph Patrick O’Brien
- Vincent O'Brien
- John Oxx
- Dermot Weld

### Royaume-Uni
- Charlie Appleby
- Henry Cecil
- Fred Darling
- John Gosden
- William Haggas
- Noel Murless
- Gordon Richards
- Michael Stoute
- Saeed bin Suroor
- Jim Bolger

## Entraîneurs de trot

### France
- Jean-Michel Bazire
- Jean-Pierre Dubois
- Thierry Duvaldestin
- Christophe Gallier
- Jean-René Gougeon
- Sébastien Guarato
- Jean-Claude Hallais
- Joël Hallais
- Alain Laurent
- Franck Leblanc
- Michel Lenoir
- Pierre Levesque
- Franck Nivard
- Fabrice Souloy
- Léopold Verroken
- Jean-Pierre Viel
- Paul Viel

### Suède
- Björn Goop
- Stig H. Johansson
- Ulf Nordin

### Empire russe/Union soviétique
- Alexandre Finn